# Товарообіг
Товароо́біг — рух товарів, пов'язаний з їхнім обміном на гроші й переходом від виробництва до споживання. Він є економічним показником, що показує сукупну вартість продажу товарів і послуг за певний час. Наприклад, річний товарообіг — загальний обсяг продажу товарів і послуг за рік між двома або декількома суб'єктами економічної діяльності у грошовому еквіваленті за один рік.
Товарообіг, оборотність (англ. Turnover) — загальний обсяг виручки від реалізації продукції фірми. Розрізняють роздрібний та гуртовий товарообіг:
- Роздрібний товарообіг — це виручка від продажу безпосередньо населенню споживчих товарів як за готівку, так і за розрахункові чеки установ банків, через організований споживчий ринок, тобто спеціально організовану торгову мережу (магазини, аптеки, палатки, кіоски, автозаправні станції, розвізну і розносну мережу) і мережу громадського харчування (їдальні, кав'ярні, ресторани тощо) усіма підприємствами незалежно від відомчої підпорядкованості, форм власності і господарювання.
- Гуртовий товарообіг включає обсяг продаж товарів організаціям роздрібної торгівлі та виробничим підприємствам.